# Victor Scerri
Victor Scerri (17 luglio 1929 – 4 agosto 2019) è stato un calciatore maltese, di ruolo portiere.

## Carriera

### Nazionale
Ha collezionato tre presenze con la propria Nazionale.

## Statistiche

### Cronologia presenze e reti in Nazionale
| Cronologia completa delle presenze e delle reti in nazionale ― Malta | Cronologia completa delle presenze e delle reti in nazionale ― Malta | Cronologia completa delle presenze e delle reti in nazionale ― Malta | Cronologia completa delle presenze e delle reti in nazionale ― Malta | Cronologia completa delle presenze e delle reti in nazionale ― Malta | Cronologia completa delle presenze e delle reti in nazionale ― Malta | Cronologia completa delle presenze e delle reti in nazionale ― Malta | Cronologia completa delle presenze e delle reti in nazionale ― Malta |
| Data                                                                 | Città                                                                | In casa                                                              | Risultato                                                            | Ospiti                                                               | Competizione                                                         | Reti                                                                 | Note                                                                 |
| -------------------------------------------------------------------- | -------------------------------------------------------------------- | -------------------------------------------------------------------- | -------------------------------------------------------------------- | -------------------------------------------------------------------- | -------------------------------------------------------------------- | -------------------------------------------------------------------- | -------------------------------------------------------------------- |
| 24-2-1957                                                            | Gżira                                                                | Malta                                                                | 2 – 3                                                                | Austria                                                              | Amichevole                                                           | -3                                                                   |                                                                      |
| 25-1-1958                                                            | Gżira                                                                | Malta                                                                | 3 – 0                                                                | Danimarca                                                            | Amichevole                                                           | -                                                                    |                                                                      |
| 8-12-1960                                                            | Gżira                                                                | Malta                                                                | 1 – 0                                                                | Tunisia                                                              | Amichevole                                                           | -                                                                    |                                                                      |
| Totale                                                               |                                                                      | Presenze                                                             | 3                                                                    |                                                                      | Reti                                                                 | -3                                                                   |                                                                      |